# VL11型电力机车
VL11型电力机车是苏联的干线货运电力机车车型之一，由位于格鲁吉亚的第比利斯电力机车制造厂设计生产。

## 背景

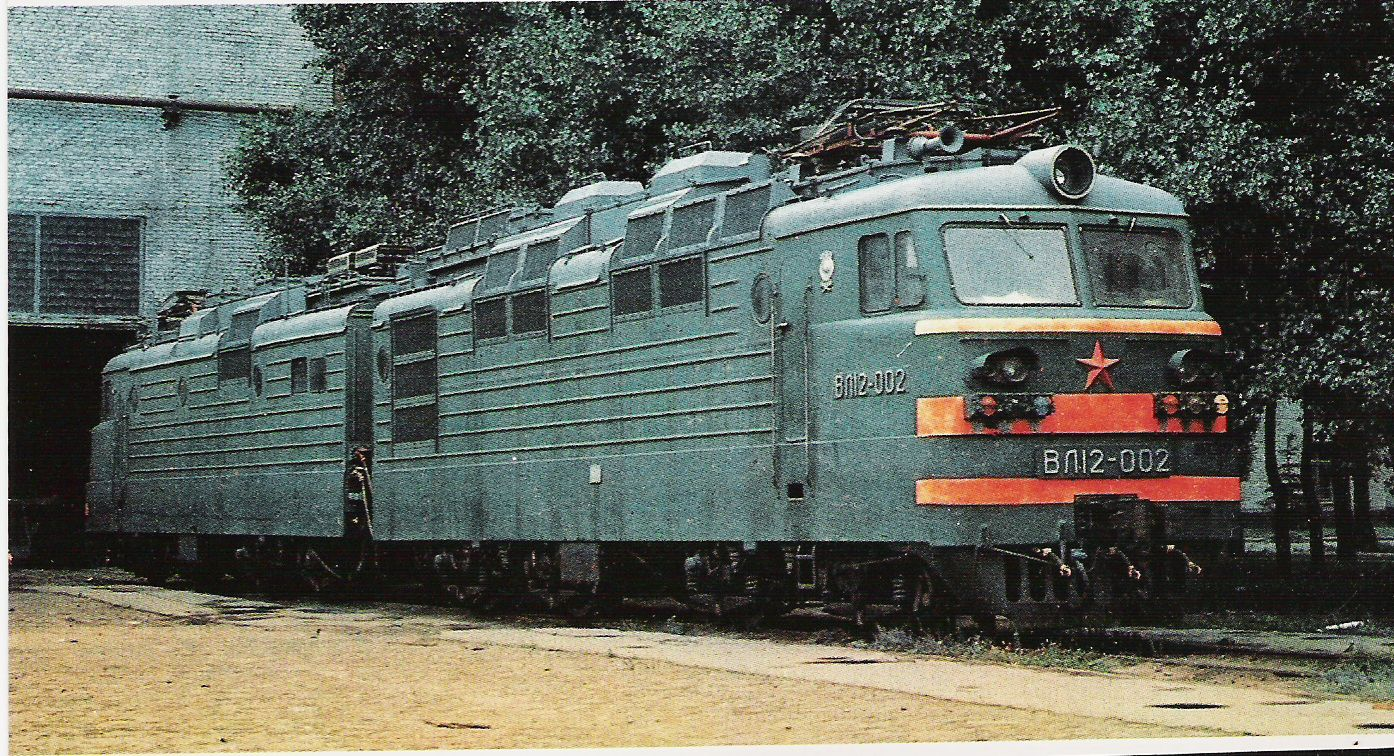
VL12-002号机车

第比利斯电力机车制造厂于1961年推出的VL10型电力机车，虽然成为联直流电气化铁路干线货运电力机车当中最受欢迎的机车车型，但其在设计之初并没有加装机车重联装置；而随着苏联铁路的货运量提升，各机务段需要可以灵活重联的电力机车。
1973年12月，在全苏电力机车研究与设计院、莫斯科动力学院、第比利斯电力机车制造厂等单位的协作下，诺沃切尔卡斯克电力机车厂试制了VL12型电力机车。而与此同时，第比利斯电力机车制造厂于1975年推出了VL11型电力机车。

## 制造

### VL11型、VL11.8型及VL11U.8型（ВЛ11, ВЛ11.8 и ВЛ11У.8）

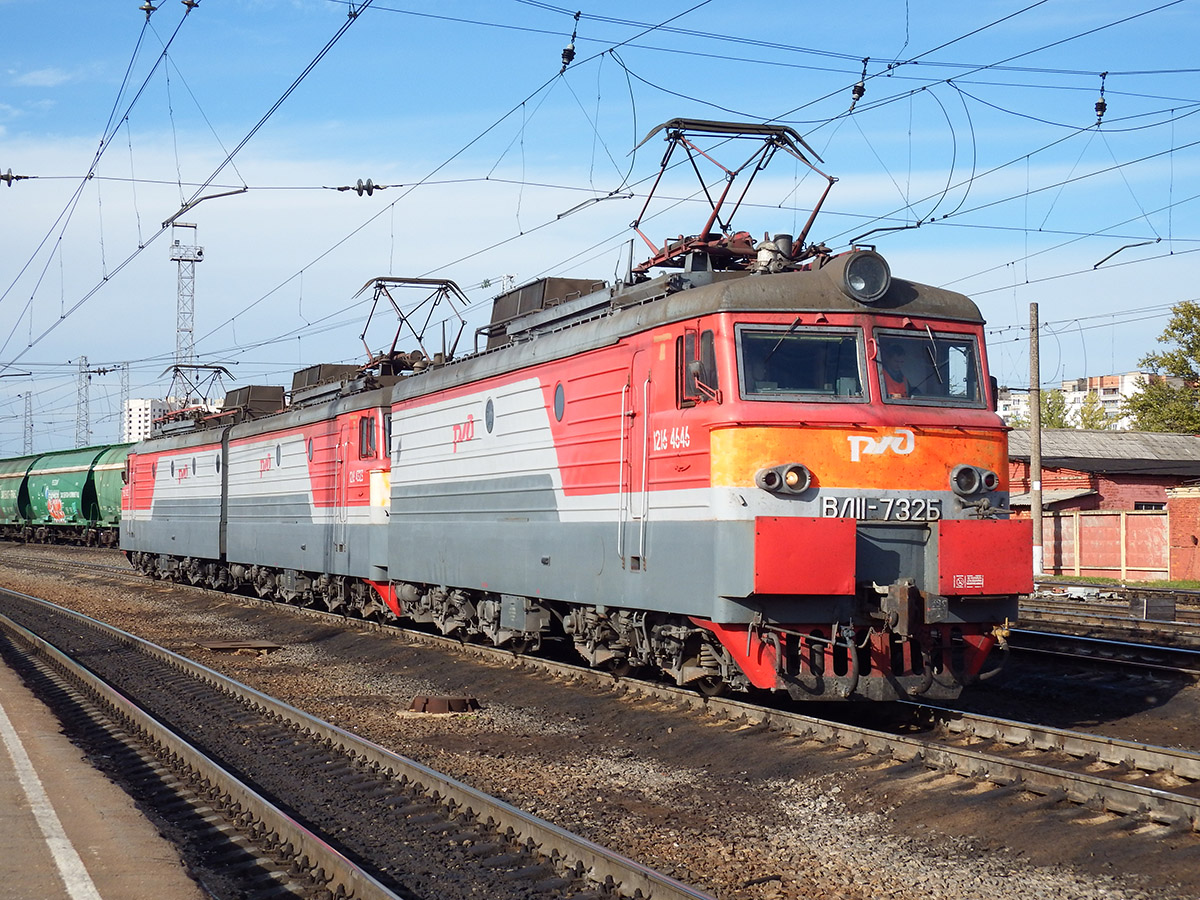
一组半三节模式重联运用的VL11.8-716号及VL11.8-732B号机车，奥廖尔站，2015年10月

1975年到1985年间，第比利斯电力机车制造厂共计制造了574组VL11型机车。与此同时，第比利斯电力机车制造厂又制造了259组VL11.8型和VL11U.8型机车，其中VL11U.8型机车是25吨轴重版本。VL11.8型和VL11U.8型机车在设计上因磁场削弱被去除而增加制动电阻以补偿，不能与VL11型机车重联运行。

### VL11М型（ВЛ11М）

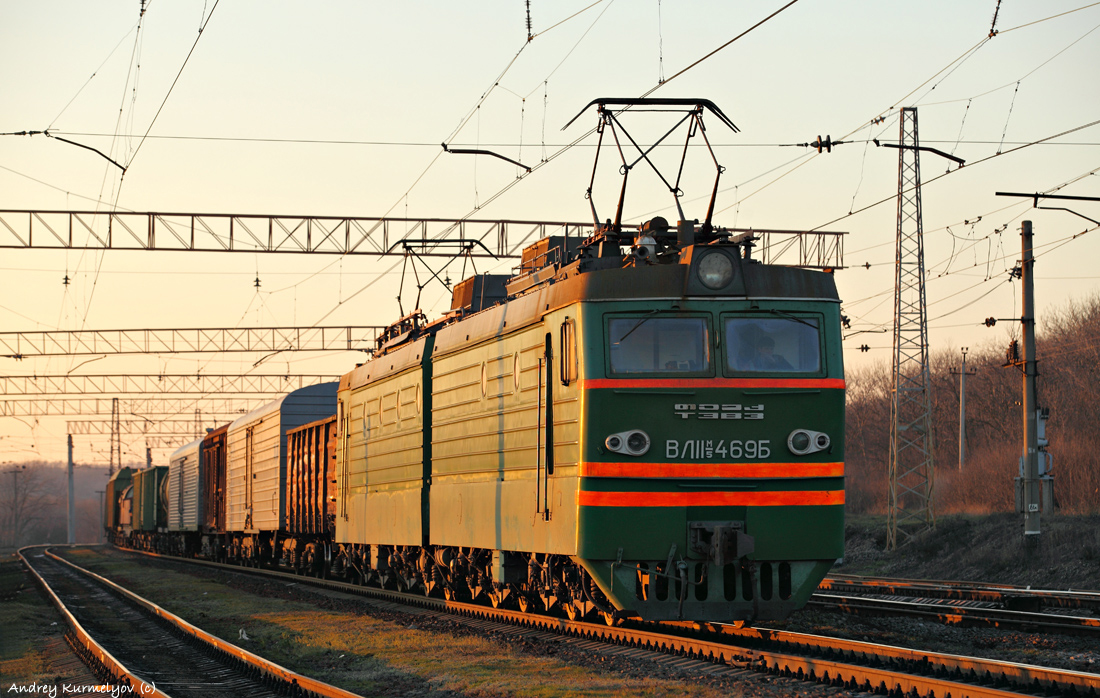
VL11M5-469号机车于乌克兰第聂伯罗波得罗夫斯克州境内，2013年12月

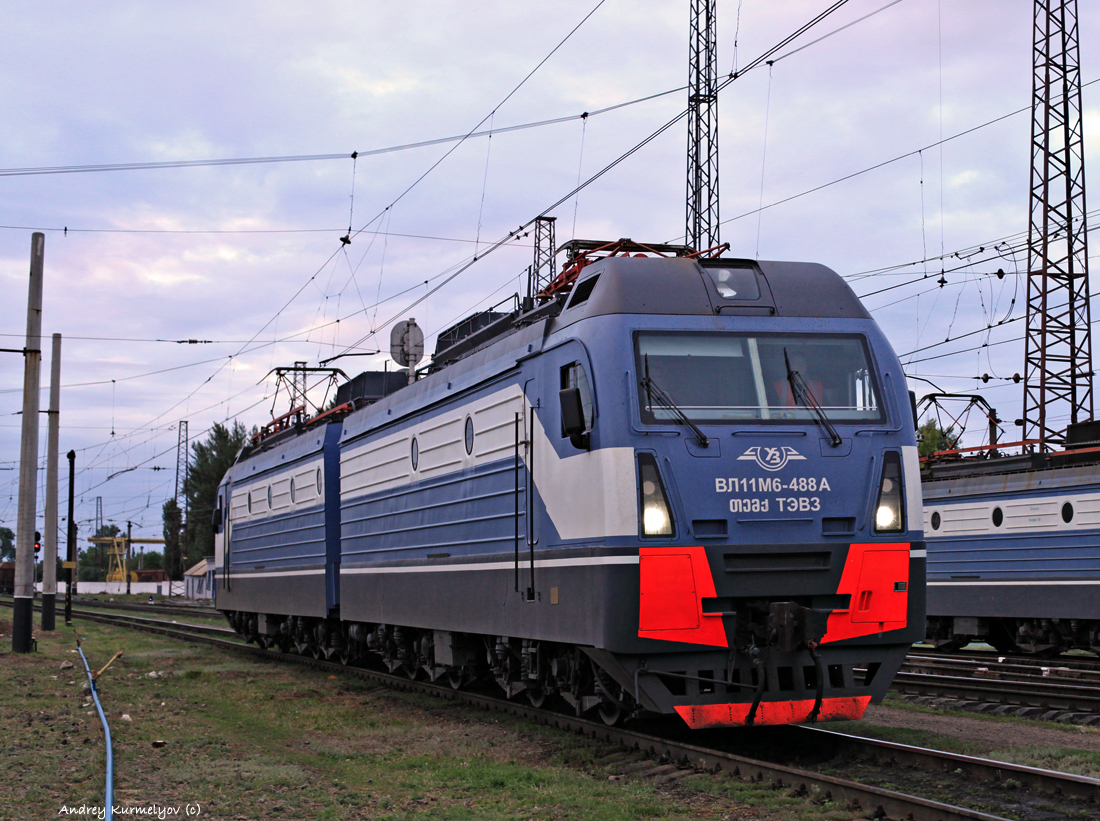
VL11M6-488号机车

1987年到2004年间，第比利斯电力机车制造厂共计制造了464组VL11M型机车。VL11M型机车允许机车牵引电动机之间的连接无缝过渡。

#### VL11М4型（ВЛ11М4）
2004年到2007年间，第比利斯电力机车制造厂为阿塞拜疆铁路制造了3组VL11M4型机车。但与VL11M型机车不同的是，这3组VL11M4型机车不设置重联插座。

#### VL11М5型（ВЛ11М5）
2007年到2008年间，第比利斯电力机车制造厂为乌克兰铁路制造了11组VL11M5型机车。与VL11M4型机车相比，VL11M5型机车不设置重联插座，但司机室改为采用类似于VL15型机车的司机室造型。

#### VL11М6型（ВЛ11М6）
2008年到2014年间，第比利斯电力机车制造厂为乌克兰铁路制造了28组VL11M6型机车。VL11М6型机车安装了微机控制系统、诊断和火灾报警系统、模块化司机室以及玻璃纤维控制面板等创新设计。应当注意的是，VL11M6型机车的司机室造型与同期诺沃切尔卡斯克电力机车厂制造的2ES4K型和2EL4型电力机车类似。
2011年，乌克兰铁路与第比利斯电力机车制造厂签订了购置110组VL11M6型机车的协议，根据协议内容，首批24组VL11M6型机车将于2012年交付给乌克兰铁路，2013年到2014年间交付60组机车；2015年和2016年分别交付16组和10组机车。然而乌克兰铁路在2014年3月后再无购置VL11M6型机车。2015年阿塞拜疆铁路从第比利斯电力机车制造厂购置了4组VL11M6型机车。

## 现代化改造

### 俄罗斯铁路VL11K型（ВЛ11К）

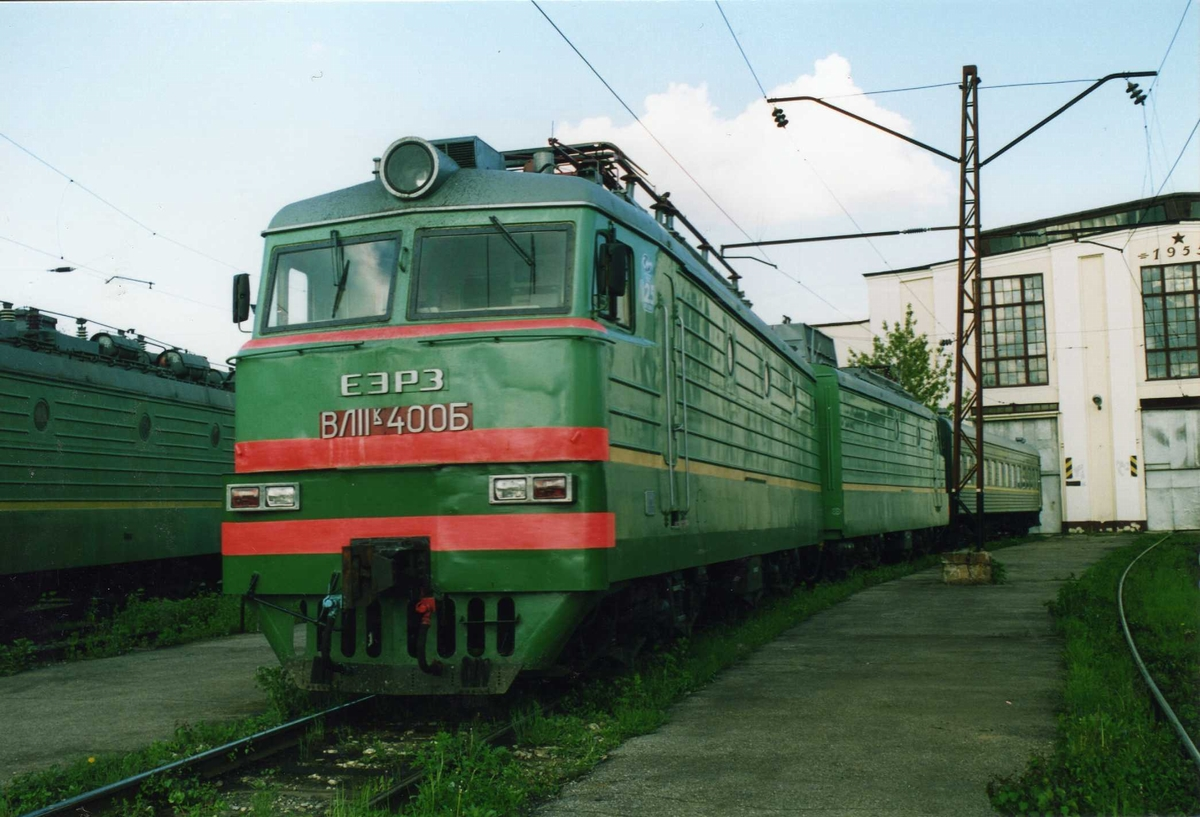
由叶卡捷琳堡电力机车修理厂改造的VL11K-400号机车于莫斯科州谢尔宾卡全俄铁道运输科学研究院环形铁道内

2005年到2009年，西纳拉集团乌拉尔铁路机械工厂为俄罗斯铁路改造了34组VL11型电力机车，并定型为VL11K型电力机车。其中有一组VL11型机车被改造为具有独立励磁的牵引电动机的VL11KN型机车，用于测试电力机车的独立励磁技术。在积累了足够的机车制造经验后，乌拉尔铁路机械工厂于2006年推出被昵称为“西纳拉”的2ES6型电力机车，以取代VL10型和VL11型机车。
除乌拉尔铁路机械工厂对VL11型机车进行现代化改造外，叶卡捷琳堡电力机车修理厂亦将至少一组VL11型机车进行现代化改造。

### 阿塞拜疆铁路E4s型
在阿塞拜疆铁路贝玉科-绍尔机务段，四台VL11M型机车进行了现代化改造，改造了司机室、控制电路、电源电路和车顶设备。经过现代化改造的这四台电力机车，被定型为E4s；其中E指elektrovoz（电力机车），4指四轴，s指sərnişin（乘客）。从表面上看，它们与第比利斯电力机车制造厂生产的4E10型电力机车非常相似。

## 设计
VL11型机车为双机重联八轴电力机车，适用于供电制式为3千伏直流电的电气化铁路。除了标准的双节重联外，也可以组成三节或四节的重联机车。
与VL10型机车相比，VL11型机车在车体和电气设备布局上有些修改，且在机车两端加装重联装置，而对控制电路和电源电路进行了重大改变。在换向手柄处在“M”位置时，通过司机控制器的主手柄可以实现八个牵引电动机串联、串并联和并联三种模式；在换向手柄处在“SM”位置时，通过司机控制器的主手柄可以实现八到十二个牵引电动机串联、串并联和并联三种模式。机车可以进行再生制动。

## 参看
- VL10型电力机车
- VL15型电力机车
- VL80型电力机车